# 매스 이펙트 2
《매스 이펙트 2》(Mass Effect 2)는 바이오웨어에서 개발하고 일렉트로닉 아츠에서 발행한 액션 RPG게임이다. 매스 이펙트의 속편으로 기획되었으며, 북미에서 2010년 1월 26일, 호주에서 2010년 1월 28일, 유럽에서 2010년 1월 28일에 마이크로소프트 윈도우와 엑스박스 360으로 발매되었다.

## 게임 플레이

### 달라진 점

#### 탄창 시스템
기존의 무기를 쉬지 않고 발사하면 무기의 과열로 인해 발사하지 못하다가 무기가 식으면 재발사가 가능하던 시스템 대신, 탄창을 교환하는 식의 시스템으로 바뀌게 되었다. 이 시스템은 다른 게임에서 흔히 볼 수 있는 탄약 시스템과 비슷하지만, 거의 모든 무기에 동일한 탄창을 적용한다는 점에서 다르다.

#### 캐릭터 애니메이션
캐릭터들도 더 향상되었는데, 주인공 셰퍼드(Shepard)가 전작에선 엄폐 애니메이션이 20개밖에 없던 데 비해, 매스 이펙트 2에선 200개 이상을 지니고 있다. 또한, '미지의 세계'들도 기존의 텅 빈 공간에서 더 자세하게 바뀌었다.

#### 카메라
인공지능 캐릭터와의 대화씬도, 기존의 고정되어있던 카메라에서, 약간씩 움직이거나 시점을 바꿔 "영화적인" 효과를 준다. 다른 기능으로는, 셰퍼드의 동료중 한명인 과학자 모르딘(Mordin)과의 대화에서 볼 수 있듯이, 화면의 패널에서 공격적인 선택문을 선택해서 대화를 빠르게 끝낼 수 있게 되었다.

#### 무기
무기도 4종류에서 대폭 늘어났고, 권총은 중권총과 기관권총(기관단총)으로 나뉘었다. 수류탄은 중화기들에 의해 대체되었다. 무기 트레이닝과 아머 트레이닝은 없어졌으며, 병과별로 들고 다닐 수 있는 무기들이 다르다. 더불어, 주인공의 아머는 '착용' 대신 '개조'개념으로 바뀌었고, 동료들의 아머는 바꿀 수 없고, 색만 수정할 수 있다.(DLC 및 특전 갑옷 제외)

#### 병과
병과는 기본적으로는 전작과 같은 6개를 지닌다. 하지만, 병과의 특성이 더 뚜렷해졌다. 전작이 모든 병과가 공통된 무기를 지녔던데 비해, 매스 이펙트 2에서는 지정된 무기만 지닐 수 있다. 예를 들어, 인필트레이터는 저격소총과 기관권총, 권총을 지니지만, 샷건과 돌격소총은 게임 내 이벤트에서 트레이닝을 하지 않는 한 지닐 수 없다. 스킬 트레이닝도 바뀌어, 매스 이펙트 1의 많은 스킬 리스트에서, 2~3가지 기술과 탄약 트레이닝으로 바뀌었고, 한 스킬의 최대 레벨도 4로 변경되었다. 단, 스킬 레벨이 올라갈수록 다음 레벨로 가는데 필요한 스킬 포인트가 많이 든다.

#### 기타
전편과 달리, "메디-젤(Medi-gel)"의 용도가, 전편에서는 체력회복만 가능했지만 매스 이펙트2 에서는 체력회복, 동료의 소생 2가지가 가능하게 변경되었다. M35 'Mako'는 나중에 DLC의 형태로 새로운 차량으로 대체되게 된다.

## 줄거리
매스 이펙트 2의 배경은 2183년으로, 전작 매스 이펙트의 결말로부터 멀지 않은 때이다. 남아있는 게쓰(Geth)를 찾기 위한 정찰 도중, 커맨더 셰퍼드의 함선, SSV Normandy는 정체불명의 적에게 공격당하게 된다. 함선은 큰 손상을 입게 되고, 셰퍼드는 승무원들을 탈출시키는데 집중하게 된다. 셰퍼드는 함선이 완전히 파괴되기 전에 마지막으로 탈출할 사람이었으나, 탈출하지 못하고 결국 우주로 튕겨나가 죽게 된다. 셰퍼드의 몸은 정체 불명의 정보수집자 섀도우 브로커(Shadow Broker)에 의해 회수되어, 경매에 부쳐진다. 그 경매에서 불가사의하며 게임의 가장 큰 적, 콜렉터들(The Collectors)에게 고용된 사람이 가장 높은 가격을 제시하게 되고, 셰퍼드의 몸은 그에게 팔리게 된다. 〈매스 이펙트: 구원(Mass Effect: Redemption)〉에서, 전 분대원이었던 리아라 티소니(Liara T'Soni)는 인간 그룹인 케르베로스(Cerberus, 서버루스)에게 고용되게 되고, 셰퍼드의 몸이 콜렉터들에게 배달되기 전에 회수하게 된다. 이후, 케르베로스는 "프로젝트 라자러스(Project Lazarus)"로 알려진 프로젝트를 통해 셰퍼드를 부활시키게 된다. 2년 후 2185년에, 셰퍼드는 공격받고 있는 케르베로스 우주 정거장에서 깨어나게 되고, 대피 도중에 케르베로스 요원인 제이콥 테일러(Jacob Taylor)와 미란다 라슨(Miranda Lawson)과를 도와주게 된다. 정거장에서 탈출한 후, 셰퍼드는 케르베로스의 본부로 불려가고, 일루시브 맨(Illusive Man)과 접견하게 된다. 일루시브 맨은 이때 셰퍼드가 '업그레이드' 되었다고 하며 새로운 위험(인간의 식민행성들의 시민들을 납치)에 맞서 싸우는데 도움을 달라고 부탁한다. 셰퍼드와 그의 동료들은 가장 최근에 공격받은 식민지인, 터미너스계(Terminus Systems)의 Freedom's Progress에 조사를 위해 파견된다. 그 곳에서, 그들은 셰퍼드의 전 멤버였던 탈리(Tali)와 마주치게 되고, 해당 식민지의 공격의 배후에는 콜렉터들이 관련되어 있음을 발견한다. 이후, 셰퍼드는 일루시브 맨에게 보고하게 되고, 새 함선 Normandy SR-2의 지휘권을 인수받은 뒤에, 콜렉터들의 계획을 밝히기 위해 새로운 멤버를 고용하기로 결정한다.

### 다운로드 컨텐츠 (DLC)
'매스 이펙트 2'는 다양한 DLC를 제공하는데, 대부분 스토리에 중요한 영향을 끼친다. Lair of the Shadow Broker에서는 전작의 쉐도우 브로커 사이드 퀘스트가 해결되고, Arrival은 후속작에서의 리퍼들의 공격과 관련이 있다.
그외 다른 DLC들은 "Zaeed - The Price of Revenge", "Kasumi - Stolen Memory", Normandy Crash Site, Firewalker Pack 그리고 Overlord 등이 있다. PS3 버전의 매스이펙트 2에는 "Overlord", "Lair of the Shadow Broker" 그리고 "Kasumi: Stolen Memory" 가 포함되어 있다.
| Downloadable Content         |
| ---------------------------- |
| Lair of the Shadow Broker    |
| Arrival                      |
| Zaeed - The Price of Revenge |
| Kasumi - Stolen Memory       |
| Normandy Crash Site          |
| Firewalker Pack              |
| Overlord                     |

"Lair of the Shadow Broker" 와 "Arrival" 은 폴란드, 체코, 헝가리 버전의 매스 이펙트 2와 호환되지 않는다.

## 마케팅

### 인-게임 보너스
매스 이펙트 2는 게임을 예약구매한 사람들과 드래곤 에이지: 오리진을 보유하고 있는 사람들에게 몇몇 보너스 아이템을 주기로 했다. 만약 게임을 게임스탑에서 예약구매했다면, 플레이어는 뛰는 속도와 쉴드 보너스를 주는 "터미너스 아머"와 M-290 "블랙스톰" 중력건을 받게 된다. 일반 소매점에서 구매했다면, 대화 보너스와 뛰는 속도, 그리고 전투기술의 재충전 시간 보너스를 주는 "인페르노 아머"를 받게 된다. 드래곤 에이지: 오리진을 보유한 사람들에겐 "블러드 드래곤 아머"가 주어진다. 원래는 드래곤 에이지를 위한 보너스 아이템이었지만, 매스 이펙트 2에서도 잠금을 해제한 후 사용이 가능하다.
매스 이펙트 2의 콜렉터즈 에디션을 구매한 사람들에겐 최대 체력, 체력 회복 속도, 달리기 속도 보너스가 주어지는 "콜렉터 아머"와 적 쉴드를 빠르게 소진시키는 "콜렉터 돌격소총"이 주어진다.

### 콜렉터즈 에디션(Collector's Edition)
일렉트로닉 아츠는 매스 이펙트 2가 프리미엄 주석 케이스에 담긴 콜렉터즈 에디션으로도 발배될 것이라고 밝혔다. 콜렉터즈 에디션에는 풀버전 게임과 48페이지 분량의 〈The Art of Mass Effect 2〉 아트북, 〈Mass Effect: Redemption〉 만화책, 그리고 제작과정과 뒷배경이 담긴 보너스 DVD가 포함된다. 또한 게임 내에서 사용 가능한 "Cerberus Network Card"도 들어있는데, 오직 이 에디션을 구매해야 사용 가능한 추가 아머와 총기들을 쓸 수 있다. EA 다운로드 매니저에서 디지털 디럭스 에디션을 구매하여 다운로드 받는 것도 가능한데, 이 경우엔 전자 아트북과 만화책, 그리고 OST가 포함되어 있다. 밸브의 스팀서비스로도 구입이 가능하다.

## 평가
| 평가 |                                        |
| --- | -------------------------------------- |
| 통합 점수 통합사 점수 메타크리틱 94/100 (PC) [ 24 ] 94/100 (PS3) [ 25 ] 96/100 (X360) [ 26 ] 평론 점수 평론사 점수 1UP.com A- [ 27 ] 에지 9/10 [ 28 ] 유로게이머 10/10 [ 29 ] 패미츠 35/40 (PS3) [ 30 ] 36/40 (X360) [ 31 ] 게임 인포머 9.5/10 (PS3) [ 32 ] 9.75/10 (X360) [ 33 ] 게임 레볼루션 A- [ 34 ] 게임프로 [ 35 ] 게임스팟 8.5/10 (PS3) [ 36 ] 9/10 (X360) [ 37 ] 게임스파이 [ 38 ] 게임트레일러스 9.7/10 [ 39 ] IGN 9.5/10 (PS3) [ 40 ] 9.6/10 (X360) [ 41 ] GameCritics.com 7.5/10 [ 42 ] RPGamer 4.5/5 [ 43 ] |                                        |
| 통합 점수 |                                        |
| 통합사 | 점수                                   |
| 메타크리틱 | 94/100 (PC) 94/100 (PS3) 96/100 (X360) |
| 평론 점수 |                                        |
| 평론사 | 점수                                   |
| 1UP.com | A-                                     |
| 에지 | 9/10                                   |
| 유로게이머 | 10/10                                  |
| 패미츠 | 35/40 (PS3) 36/40 (X360)               |
| 게임 인포머 | 9.5/10 (PS3) 9.75/10 (X360)            |
| 게임 레볼루션 | A-                                     |
| 게임프로 | [ 35 ]                                 |
| 게임스팟 | 8.5/10 (PS3) 9/10 (X360)               |
| 게임스파이 | [ 38 ]                                 |
| 게임트레일러스 | 9.7/10                                 |
| IGN | 9.5/10 (PS3) 9.6/10 (X360)             |
| GameCritics.com | 7.5/10                                 |
| RPGamer | 4.5/5                                  |